# Inspectoratul General pentru Migrație
Inspectoratul General pentru Migrație (abreviat IGM; până în 2023 – Biroul migrație și azil) este o instituție subordonată Ministerului Afacerilor Interne al Republicii Moldova, care asigură implementarea politicilor statului în domeniile migrației, azilului, apatridiei și integrării străinilor, precum și a legislației relevante acestor domenii.
Totodată IGM este responsabil de combaterea șederii ilegale a străinilor pe teritoriul Republicii Moldova, monitorizează fluxul migrațional și asigură evidența străinilor care intră în Republica Moldova prin regiunea transnistreană.
Pe lângă Chișinău, IGM are direcții la nivel regional în Bălți, Cahul și Comrat.